# Церковь Успения Пресвятой Богородицы (Новочеркасск)
Церковь Успения Пресвятой Богородицы — бывший православный храм в городе Новочеркасске Области Войска Донского; единоверческая. Также называлась — Успенская единоверческая церковь.

## История
Первая на Дону единоверческая церковь была открыта, по мнению церковного историка Н. Снесарева в 1842 году; по утверждению другого церковного историка А. Кириллова — в 1844 году и произошло это в станице Верхне-Каргальской. Единоверие приживалось в православном казачьем крае медленно и большей частью единоверческие храмы и приходы появлялись здесь в конце XIX века.
В феврале 1813 года в Новочеркасске на Архангельской площади (ныне площадь Кирова) была построена деревянная Михаило-Архангельская церковь, перевезённая сюда из Черкасска.
В 1872 году на Азовской площади Новочеркасска (ныне Азовский рынок) была возведена каменная двухъярусная церковь во имя Архистратига Михаила. Новый каменный храм был освящён в 1873 году. Старая деревянная Михаило-Архангельская церковь, расположенная на Архангельской площади, несколько лет простояла без службы, приходя в упадок. В 1879 году по распоряжению епархиального начальства она была превращена в приходскую церковь для новочеркасских и ближайших к городу единоверцев. Но так как этому деревянному зданию, стоявшему ещё в Черкасске, было много лет, храм стал угрожать жизни прихожан из-за своей ветхости. В связи с этим Войсковой наказной атаман Н. А. Краснокутский отпустил из войсковой казны 5 тыс. рублей на её перестройку. Но по разным причинам храм не ремонтировался ещё несколько лет, и уже другой наказной атаман Н. И. Святополк-Мирский, осмотревший старую Михаило-Архангельская церковь в 1885 году, дал указание провести обследование здания церкви и оказать её прихожанам необходимую помощь. Члены созданной комиссии пришли к выводу, что поддержать здание в существующем состоянии не представляется возможным. Его перестройка оценивалась в 12 тыс. рублей, войсковая казна обязалась выделить 5 тыс. рублей, а прихожане должны были собрать оставшиеся 5-7 тыс. рублей. 26 января 1886 года был утверждён попечительский совет, который на имеющиеся у него средства смог устроить временный молитвенный дом и перенести в него престол из старой церкви, что было санкционировано архиепископом Донским и Новочеркасским Митрофаном. 
25 апреля 1886 года инженер-архитектор Области Войска Донского К. Ф. Кюнцель представил архиепископу Митрофану проект новой единоверческой церкви во имя Успения Божией Матери (также деревянной), который предполагал длину в 23,5 метра и ширину 15 метров. Попечительский совет стал готовить документы на строительство церкви и готовиться к торжественной закладке храма, которая была приурочена к приезду в Новочеркасск митрополита Киевского и Галицкого — высокопреосвященного Платона, который в течение десяти лет служил архиепископом Донским и Новочеркасским (с 1867 по 1877 год). 17 июня 1886 года высокопреосвященный Платон совершил торжественную закладку единоверческой церкви во имя Успения Божией Матери на месте старой Михаило-Архангельской церкви. В числе высоких гостей в мероприятии участвовали начальник Войскового штаба А. Д. Мартынов и помощник наказного атамана А. Ф. Поляков. В богослужении также участвовало всё высшее городское духовенство. В основание храма была заложена металлическая доска со следующею надписью: 

«Заложен св. храм сей в городе Новочеркасске для прихода единоверцев, во имя Успения Пресвятой Богородицы в 1886 году, июня 17 дня, в 6-е лето Царствования Благочестивейшаго Государя Императора Александра Александровича III-го, с благословения Св. Синода, Высокопреосвященным Платоном, Митрополитом Киевским и Галицким при Высокопреосвященном Митрофане Архиепископе Донском и Новочеркасском; при Войсковом Наказном Атамане Войска Донскаго князе Николае Ивановиче Святополк-Мирском, Помощнике его Генерал-Майоре Алексее Федоровиче Полякове, Начальнике Штаба Свиты Его Величества Генерал-Майоре Андрее Дмитриевиче Мартынове; наблюдающим за постройкою сего храма состоит Областной войска Донскаго Инженер-Архитектор Карл Федорович Кюнцель. Созидается храм сей на средства Войска Донскаго и пожертвования прихожан.»

«Казачий вестник», № 49 от 19 июня 1986 г.) 

В 1889 году единоверческая церковь во имя Успения Божией Матери была освящена, прослужив до Октябрьской революции. Неизвестна её история с установлением на Дону советской власти, а также дата её закрытия. Предположительно, церковь закрыли в 1930-е годы, после чего здание церкви было разобрано до основания.
В мае 2015 года на месте, где стояла единоверческая церковь Успения Пресвятой Богородицы, была освящена часовня Успения Пресвятой Богородицы, где находится икона Успения Святой Богородицы.